# Liste des interstates en Illinois
Les Interstate en Illinois sont les segments d'autoroutes inter-états se trouvant en Illinois. C'est le Illinois Department of Transportation (IDOT), la Illinois State Toll Highway Authority (ISTHA) et la Skyway Concession Company (SCC) qui sont responsables de l'entretien de ces autoroutes. Le réseau de l'état compte 13 autoroutes principales et 11 autoroutes auxiliaires.

## Autoroutes principales
| Numéro | Longueur (mi) | Longueur (km) | Terminus sud / ouest                                          | Terminus nord / est                                       | Créée | Notes                                                                     |
| ------ | ------------- | ------------- | ------------------------------------------------------------- | --------------------------------------------------------- | ----- | ------------------------------------------------------------------------- |
| I-24   | 38,73         | 62,33         | I-57 dans le comté de Williamson                              | I-24 à la frontière du Kentucky à Metropolis              | 1977  |                                                                           |
| I-39   | 123,42        | 198,63        | I-55 à Normal                                                 | I-39 / I-90 à South Beloit                                | 1989  |                                                                           |
| I-41   | 0,96          | 1,54          | I-94 / US 41 à Russell                                        | I-41 / I-94 / US 41 à la frontière du Wisconsin à Russell | 2015  |                                                                           |
| I-55   | 294,38        | 473,76        | I-55 / I-64 à la frontière du Missouri à East Saint Louis     | US 41 (Lake Shore Drive) à Chicago                        | 1960  |                                                                           |
| I-57   | 364,16        | 586,06        | I-57 à la frontière du Missouri                               | I-94 à Chicago                                            | 1969  | Plus longue Interstate en Illinois                                        |
| I-64   | 128,12        | 206,19        | I-55 / I-64 à la frontière du Missouri à East Saint Louis     | I-64 à la frontière de l'Indiana à Grayville              | 1974  |                                                                           |
| I-70   | 160,38        | 258,11        | I-70 à la frontière du Missouri à East Saint Louis            | I-70 à la frontière de l'Indiana dans le comté de Clark   | 1972  |                                                                           |
| I-72   | 177,35        | 285,42        | I-72 / US 36 à la frontière du Missouri dans le comté de Pike | I-57 à Champaign                                          | 1970  |                                                                           |
| I-74   | 220,34        | 354,60        | I-74 / US 6 à la frontière de l'Iowa à Moline                 | I-74 à la frontière de l'Indiana à Danville               | —     |                                                                           |
| I-80   | 163,52        | 263,16        | I-80 à la frontière de l'Iowa dans le comté de Rock Island    | I-80 / I-94 / US 6 à la frontière de l'Indiana à Lansing  | 1967  |                                                                           |
| I-88   | 140,60        | 226,27        | I-80 à Silvis                                                 | I-290 à Hillside                                          | 1987  | Forme un multiplex avec la IL 110 (CKC) sur tout son tracé; route à péage |
| I-90   | 107,49        | 172,99        | I-39 / I-90 à South Beloit                                    | I-90 à la frontière de l'Indiana à Chicago                | 1960  |                                                                           |
| I-94   | 77,67         | 125,00        | I-41 / I-94 / US 41 à la frontière du Wisconsin à Russell     | I-80 / I-94 / US 6 à la frontière de l'Indiana à Lansing  | 1970  |                                                                           |
|        |               |               |                                                               |                                                           |       |                                                                           |

## Autoroutes auxiliaires
| Numéro       | Longueur (mi) | Longueur (km) | Terminus sud / ouest                                      | Terminus nord / est            | Créée    | Notes                                                      |
| ------------ | ------------- | ------------- | --------------------------------------------------------- | ------------------------------ | -------- | ---------------------------------------------------------- |
| I-155        | 32,13         | 51,71         | I-55 près de Lincoln                                      | I-74 à Morton                  | 1992     |                                                            |
| I-172        | 19,69         | 31,69         | I-72 / US 36 à Fall Creek                                 | US 24 / IL 336 à Fowler        | 1995     | Forme un multiplex avec la IL 110 (CKC) sur tout son tracé |
| I-180        | 13,19         | 21,23         | IL 26 / IL 71 à Hennepin                                  | I-80 dans le comté de Bureau   | 1967     |                                                            |
| I-190        | 3,07          | 4,94          | Aéroport international O'Hare                             | I-90 à Chicago                 | 1978     |                                                            |
| I-255        | 27,05         | 43,53         | I-255 / US 50 à la frontière du Missouri à Columbia       | I-270 / IL 255 à Pontoon Beach | 1967     |                                                            |
| I-270        | 14,97         | 24,09         | I-270 à la frontière du Missouri dans le comté de Madison | I-55 / I-70 à Troy             | 1956     |                                                            |
| I-280        | 17,60         | 28,32         | I-280 à la frontière de l'Iowa à Rock Island              | I-74 / I-80 à Colona           | 1980     |                                                            |
| I-290        | 29,84         | 48,02         | I-90 / IL 53 à Schaumburg                                 | I-90 / I-94 à Chicago          | 1955     |                                                            |
| I-294        | 53,42         | 85,97         | I-80 / I-94 / US 6 / IL 394 à South Holland               | I-94 à Northbrook              | 1957     | Tri-State Tollway; route à péage                           |
| I-355        | 32,51         | 52,32         | I-80 à New Lenox                                          | I-290 à Itasca                 | 1989     |                                                            |
| I-474        | 14,88         | 23,95         | I-74 / IL 6 à Peoria                                      | I-74 à East Peoria             | 1979     | Peoria Bypass                                              |
| I-490        | —             | —             | I-294 à Franklin Park                                     | I-90 à Des Plaines             | proposée | Ouverture prévue en 2026                                   |
| - Non-ouvert |               |               |                                                           |                                |          |                                                            |